# Epidemia miłości
Epidemia miłości (inne tytuły: Żółta bluzka ze spadochronu, Epidemic of love. Summer of 44) – polski film dokumentalny w reżyserii Macieja Piwowarczuka, który wraz z Anną Płażewską jest też autorem scenariusza. Premiera odbyła się 11 grudnia 2009. Powstały dwie wersje filmu: polska trwająca 26 min oraz 49-minutowa anglojęzyczna. 
W filmie zostały zawarte wypowiedzi osób biorących udział w powstaniu warszawskim, które opowiadają o uczuciach, jakie rodziły się między powstańcami. Narratorem jest Jerzy Zelnik.
Dystrybutorem filmu jest Fundacja "Filmowa Warszawa", zaś za produkcję odpowiadały Telewizja Polska (TVP Historia) oraz Videre Sp. z o.o. W 2011 film zdobył nagrodę na Międzynarodowym Festiwalu Filmów Historycznych i Wojskowych w Warszawie, w kategorii filmy dokumentalne.